# Ludovico Manin
Ludovico Manin (Venecia, 14 de mayo de 1725 - ibídem, 24 de octubre de 1802) fue un magnate veneciano que llegó al cargo de dux de la República de Venecia, siendo la última persona en desempeñar esa función pues en 1797 la República fue abolida por las tropas francesas de Napoleón Bonaparte, quien lo forzó a abdicar.

## Biografía

### Primeros años de vida
Manin nació en una familia que era una de las más ricas de la aristocracia veneciana, y estudió leyes en la Universidad de Bolonia. De vuelta en Venecia, Manin destacó por su honestidad entre los aristócratas así como por su gran riqueza, una de las mayores de la República. A lo largo de su vida desempeñó puestos en la burocracia estatal veneciana, primero como gobernador de Vicenza y luego de Verona y de Brescia. En 1764 fue designado procurador y cinco años después consiguió quedar exento de nuevos cargos administrativos alegando mala salud. En 1787 fue elegido para escoltar en territorio veneciano a un ilustre visitante, el papa Pío VII, que lo recompensó por ello.

### Vida pública
La riqueza de Manin destacaba entre la de sus compatriotas, más aún en una época cuando la decadencia política y económica de Venecia había causado el acelerado empobrecimiento del Estado a lo largo del siglo XVIII, así como la extinción del antiguo poderío veneciano en el Mediterráneo. Cuando murió el dux Paolo Renier, la nueva elección de dogo llamó la atención de Manin como aspirante. Aun cuando parte de la aristocracia más antigua acusaba a Manin de ser un «noble reciente», su fortuna personal hacía que él fuera el candidato ideal en tanto una de las obligaciones del dux era financiar con su propio dinero las diversiones y fiestas populares, misión que muy pocos aristócratas estaban en condición de afrontar en esos momentos.
Pocos meses después de asumir Manin el cargo de dux, estalló la Revolución francesa, ante la cual Manin mantuvo una actitud de oposición reaccionaria, pero sin involucrar a la ya débil República de Venecia en las campañas militares de los estados más poderosos contra Francia. Cuando tropas francesas invadieron Italia en 1795, varios pequeños estados italianos formaron una coalición bajo patrocinio francés, pero solo las repúblicas de Génova y Venecia rehusaron adherirse a ella. Para entonces la marina mercante veneciana era de apenas 309 embarcaciones, de todo tamaño y condición, casi la décima parte de la existente cinco siglos antes.
Conforme a la Paz de Leoben del 17 de abril de 1797, Francia y Austria habían acordado cesar hostilidades, pero también habían pactado secretamente repartirse el norte de Italia en zonas de influencia; en virtud de dicho pacto la República de Venecia, junto con Dalmacia e Istria, quedarían bajo dominio austriaco. El día 25 de abril, barcos de guerra franceses entraban en el Lido de Venecia y un buque invasor era hundido por la artillería costera veneciana, pero las naves francesas lograron destruir el poder naval veneciano, formado por apenas once naves de guerra.
A fines de abril empezó la invasión francesa de territorio veneciano, la cual casi no encontró resistencia, mientras el gobierno de la República de Venecia recibía un ultimátum para rendirse, el cual fue rechazado. A inicios de mayo las tropas francesas dirigidas por el general Junot ya controlaban casi todo el territorio veneciano en la península itálica, restando conquistar sólo la capital. Casi sin fuerzas para resistir seriamente a un enemigo mucho más numeroso y mejor armado, el dux Manin decidió capitular el 12 de mayo, de acuerdo con el Consejo de los Diez y el Maggior Consiglio, para evitar una matanza inútil.
Dos días después, en la mañana del 14 de mayo, Manin abandonaba el Palacio Ducal de Venecia mientras las tropas francesas penetraban en la ciudad sin hallar oposición. En la mañana del 16 de mayo las tropas francesas celebraron de manera oficial la rendición veneciana por escrito, disolviendo la Serenísima República.

### Renuncia y muerte

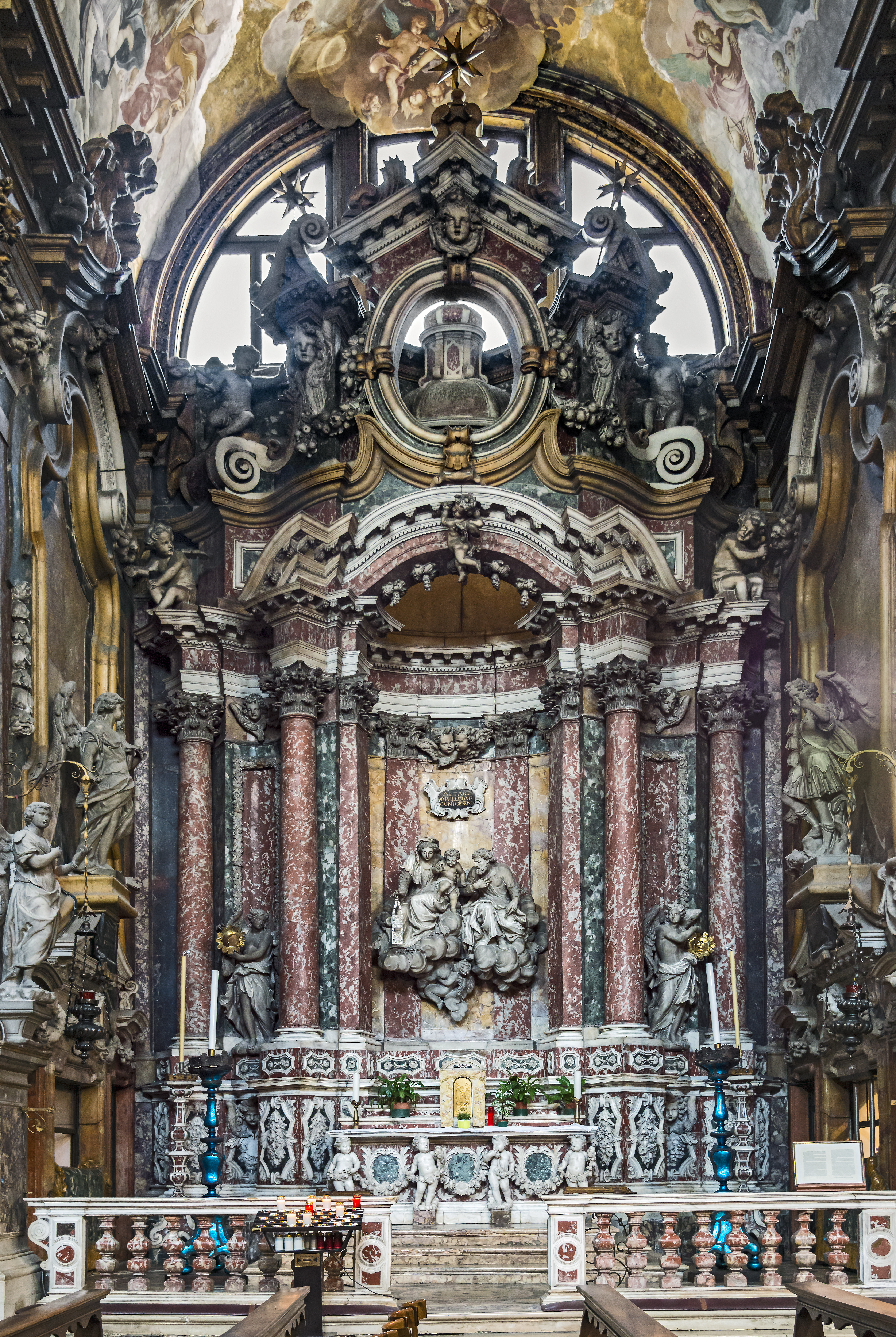
Tumba de Ludovico Manin en la Iglesia de Santa María de Nazareth (Venecia).

Depuesto del cargo de dux, los franceses ofrecieron a Manin la jefatura del gobierno municipal interino, pero el antiguo dux rechazó esta opción y se retiró de la sociedad, negándose inclusive a recibir visitantes en su casa, y entregando a las nuevas autoridades las insignias de su mando, como el corno ducale y el Libro de Oro. Las pocas veces que salió a las calles de Venecia tras la rendición ante los franceses, Manin debió soportar insultos y quejas de sus conciudadanos, que condenaban su decisión de capitular en 1797.
Manin murió en su casa el 24 de octubre de 1802, dejando 100 000 ducados de oro en su testamento para obras de beneficencia en Venecia.